# Aouze
Aouze  (/auz/) est une commune française située dans le département des Vosges, en région Grand Est.

## Géographie

### Localisation

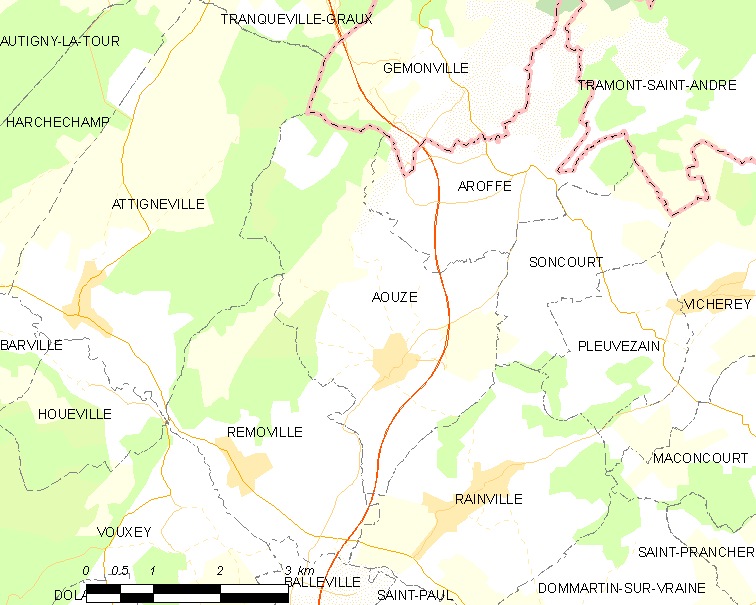
Commune d'Aouze

La commune est située à 20 km à l'est, par la route, de Neufchâteau, chef-lieu d'arrondissement et sous-préfecture des Vosges, et à environ 60 km à l'ouest d'Épinal, préfecture des Vosges. Le Massif des Vosges s'élève à environ 70 km à vol d'oiseau de la commune, la mer la plus proche est la Manche à environ 380 km.

### Géologie et relief
La commune se compose de 36,11 hectares de territoires artificialisés (3,24 %), 76,38 hectares de territoires agricoles (76,38 %) et 227,19 hectares de forêts et milieux semi-naturels (20,36 %).
Le village d'Aouze est, quant à lui, implanté au milieu d'une petite vallée formée par le ru des Moines, un affluent de la Vraine. Ce petit ruisseau traverse le village selon un axe Nord-Sud. Situé à l'écart des grandes routes, Aouze est tout de même bordé sur tout son flanc Est par l'autoroute A31. La partie Nord-Ouest du territoire communal est recouverte par des bois nommés le Fay. Une ferme du même nom est implantée au milieu de ces bois, dans une large clairière. Elle est située à environ 3,5 km du centre bourg. Le point culminant de la commune est une colline de 479 m de hauteur du nom de la Feuillière. Son sommet a été aménagé pour accueillir une statue de la Vierge et offre un vaste panorama sur la plaine des Vosges.
| Attignéville | Gémonville | Aroffe    |
|              | Aouze      | Soncourt  |
| Removille    |            | Rainville |

### Hydrographie et les eaux souterraines
Hydrogéologie et climatologie : Système d’information pour la gestion des eaux souterraines du bassin Rhin-Meuse :
Territoire communal : Occupation du sol (Corinne Land Cover); Cours d'eau (BD Carthage),
Géologie : Carte géologique; Coupes géologiques et techniques,
 Hydrogéologie : Masses d'eau souterraine; BD Lisa; Cartes piézométriques.
La commune est située dans le bassin versant de la Meuse au sein du bassin Rhin-Meuse. Elle est drainée par le ruisseau d'Aouze,.

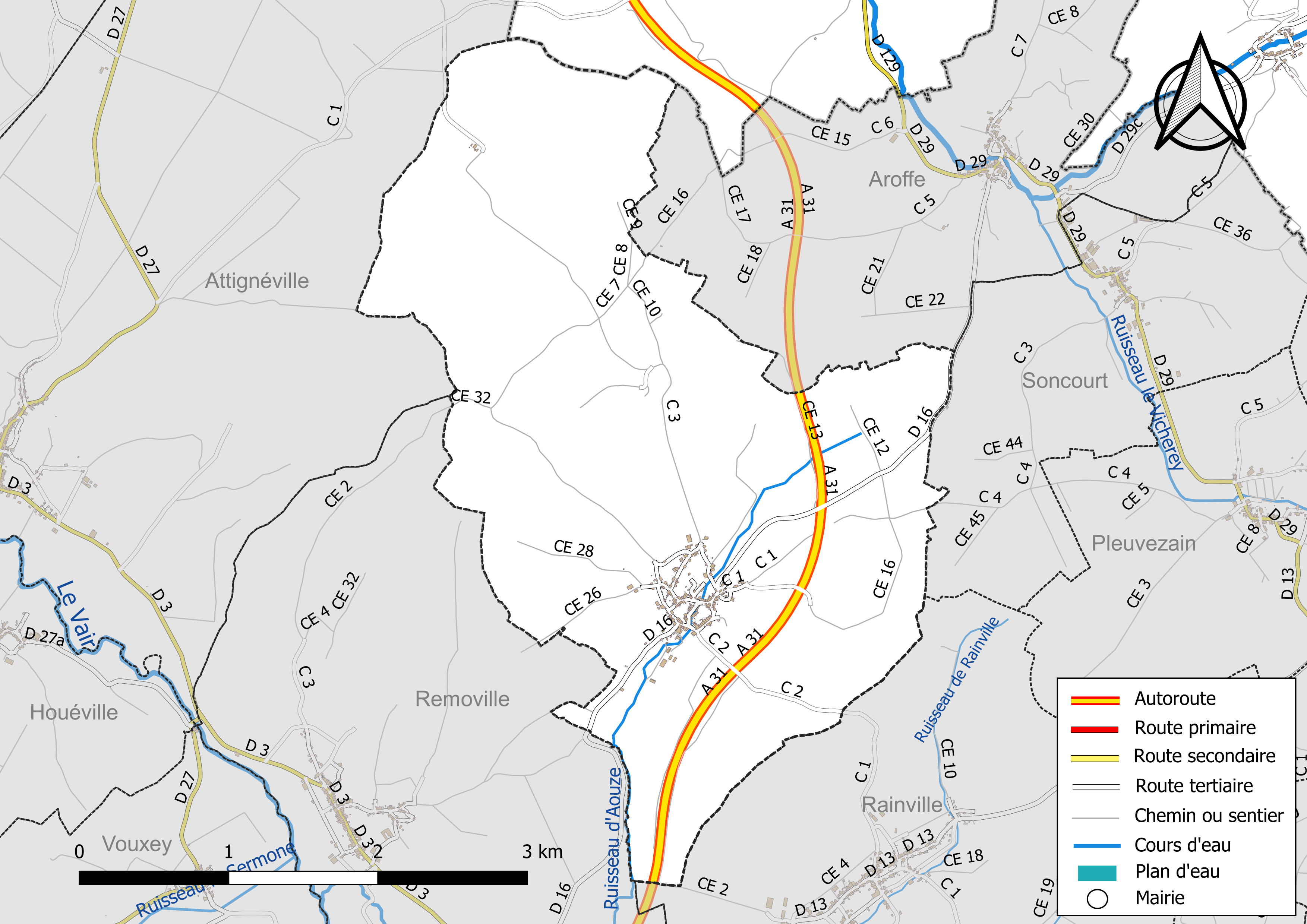
Réseaux hydrographique et routier d'Aouze.

### Climat
Pour des articles plus généraux, voir Climat du Grand Est et Climat des Vosges.
En 2010, le climat de la commune est de type climat de montagne, selon une étude du Centre national de la recherche scientifique s'appuyant sur une série de données couvrant la période 1971-2000. En 2020, Météo-France publie une typologie des climats de la France métropolitaine dans laquelle la commune est exposée à un climat océanique altéré et est dans la région climatique Lorraine, plateau de Langres, Morvan, caractérisée par un hiver rude (1,5 °C), des vents modérés et des brouillards fréquents en automne et hiver.
Pour la période 1971-2000, la température annuelle moyenne est de 9,7 °C, avec une amplitude thermique annuelle de 16,8 °C. Le cumul annuel moyen de précipitations est de 957 mm, avec 13 jours de précipitations en janvier et 9,5 jours en juillet. Pour la période 1991-2020, la température moyenne annuelle observée sur la station météorologique de Météo-France la plus proche, « Rollainville », sur la commune de Rollainville à 10 km à vol d'oiseau, est de 10,3 °C et le cumul annuel moyen de précipitations est de 860,3 mm. 
La température maximale relevée sur cette station est de 39,6 °C, atteinte le 25 juillet 2019 ; la température minimale est de −18,2 °C, atteinte le 20 décembre 2009,,.
Les paramètres climatiques de la commune ont été estimés pour le milieu du siècle (2041-2070) selon différents scénarios d'émission de gaz à effet de serre à partir des nouvelles projections climatiques de référence DRIAS-2020. Ils sont consultables sur un site dédié publié par Météo-France en novembre 2022.

## Urbanisme

### Typologie
Au 1er janvier 2024, Aouze est catégorisée commune rurale à habitat dispersé, selon la nouvelle grille communale de densité à sept niveaux définie par l'Insee en 2022.
Elle est située hors unité urbaine. Par ailleurs la commune fait partie de l'aire d'attraction de Neufchâteau, dont elle est une commune de la couronne,. Cette aire, qui regroupe 72 communes, est catégorisée dans les aires de moins de 50 000 habitants,.

### Occupation des sols
L'occupation des sols de la commune, telle qu'elle ressort de la base de données européenne d’occupation biophysique des sols Corine Land Cover (CLC), est marquée par l'importance des territoires agricoles (76,4 % en 2018), une proportion identique à celle de 1990 (76,4 %). La répartition détaillée en 2018 est la suivante : 
prairies (52,9 %), terres arables (17,2 %), forêts (14,9 %), zones agricoles hétérogènes (6,3 %), milieux à végétation arbustive et/ou herbacée (5,4 %), zones urbanisées (3,2 %). L'évolution de l’occupation des sols de la commune et de ses infrastructures peut être observée sur les différentes représentations cartographiques du territoire : la carte de Cassini (XVIIIe siècle), la carte d'état-major (1820-1866) et les cartes ou photos aériennes de l'IGN pour la période actuelle (1950 à aujourd'hui).

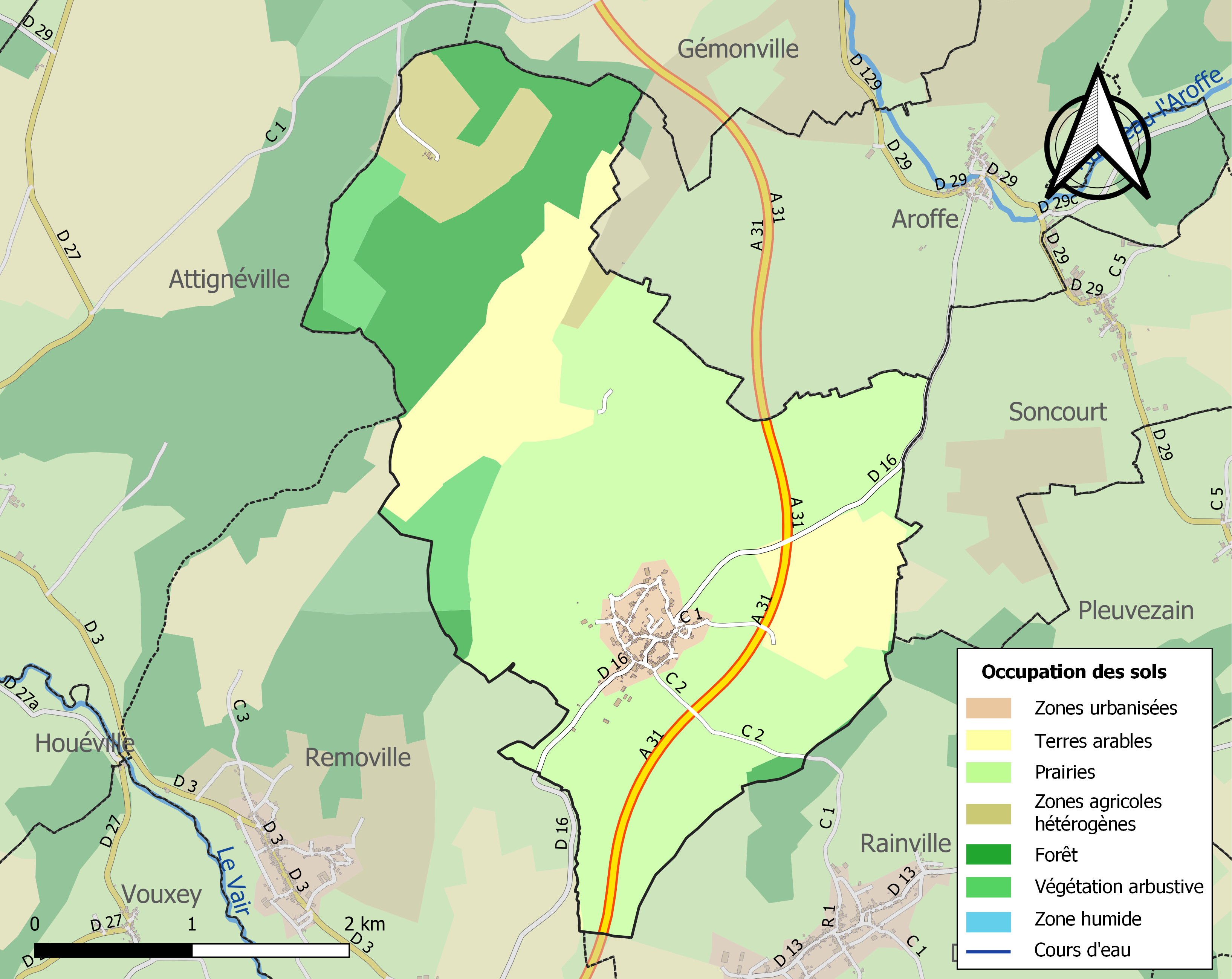
Carte des infrastructures et de l'occupation des sols de la commune en 2018 (CLC).

### Voies de communications et transports

#### Voies routières
- A31 (aussi appelée autoroute de Lorraine-Bourgogne). Échangeurs Châtenois,Bulgnéville, Colombey-les-Belles[16].

#### Transports en commun
- Fluo Grand Est.

#### Lignes SNCF
- Gare de Contrexéville
- Gare de Vittel
- Gare de Neufchâteau

#### Transports aériens
- L'Aéroport d'Épinal-Mirecourt « Vosges Aéroport ».

À partir de l'été 2021, l’aéroport d’Épinal-Mirecourt est devenu le "pélicandrome" de la Zone Est et servira ainsi de base de ravitaillement et d’intervention pour les avions bombardiers d’eau connus sous le nom de Dash 8.

## Toponymie
Le nom de la localité est attesté sous les formes Morundus de Aquosa (1097) ; Auwouze (1299) ; Awouse (1312) ; Avoze (1426) ; Aubousey, Auvosey ou Awousey (avant 1466) ; Awouze (1469) ; Auvouse, Avouse (1504) ; Avouze (1504) ; Aowse (1505) ; Auvoze (1506) ; Aouzes (1510) ; Aouse (1548) ; Aouze (1590) ; Auoauze (1690) ; Auouze ou Aouze (1711) ; Aouze, et par corruption Avouze (1753).

## Histoire
Paroisse dépendant de la cure de Châtenois, Aouze est rattachée sous l’Ancien Régime au doyenné de Châtenois et au diocèse de Toul jusqu’en 1777, date de la création du diocèse de Saint-Dié. L’église est sous le vocable de saint Vincent. L’abbé Sauniers fonde, le 2 août 1609, une chapelle sous l’invocation de Notre-Dame. Une partie des dîmes appartient à l’abbaye de Chaumousey. L’église remonte au XVIIIe siècle.
Aouze est érigée en succursale après la Révolution, par la première circonscription de l’An XII. Selon la réponse du conseil municipal à une enquête préfectorale en date du 21 messidor an XII, diligentée en vue d’une nouvelle circonscription de succursales, Aouze ne dépendait d’aucune autre paroisse avant la Révolution. 

## Politique et administration

### Budget et fiscalité 2023

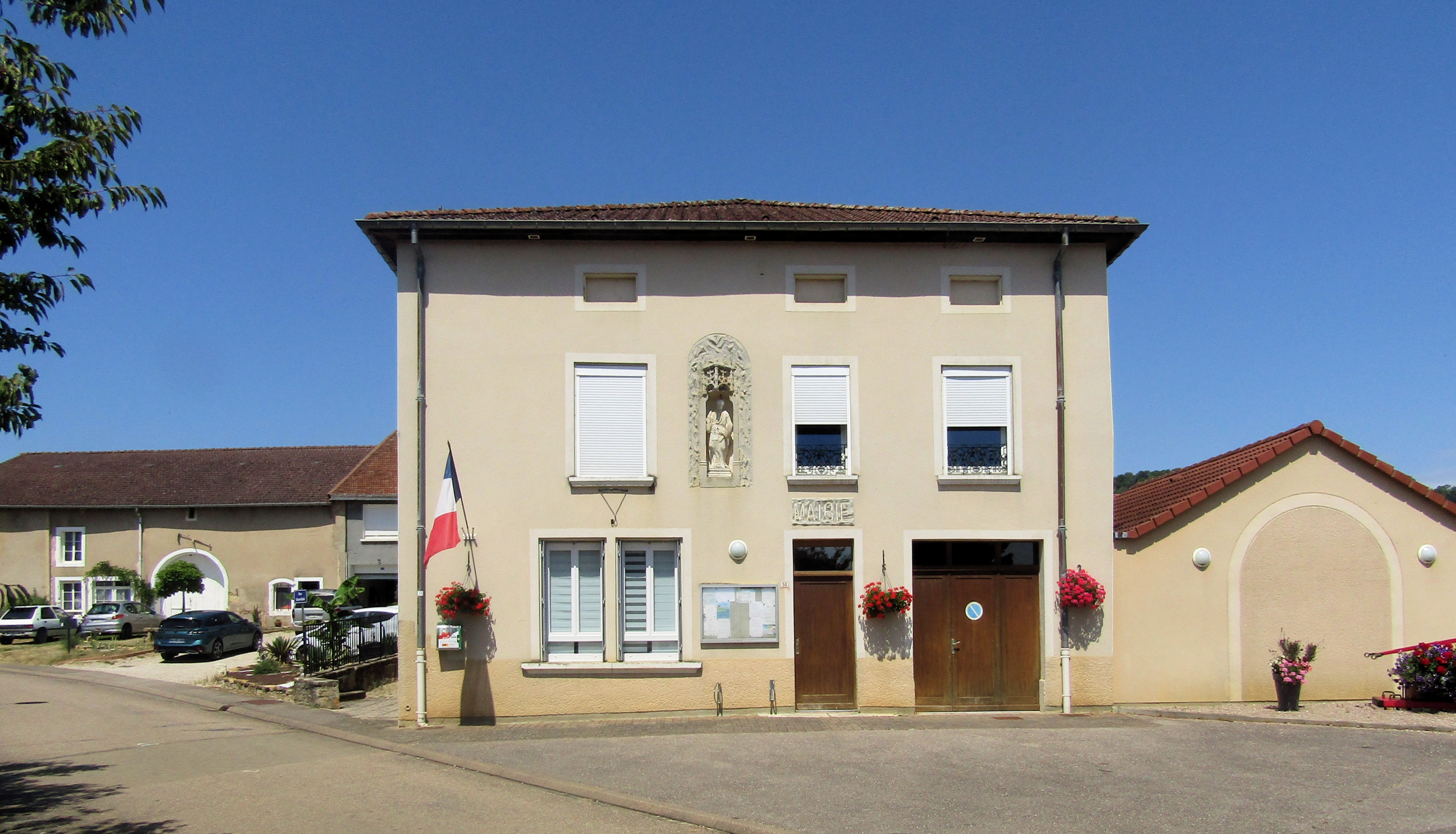
La mairie.

En 2023, le budget de la commune était constitué ainsi :
- total des produits de fonctionnement : 742 000 €, soit 1 182 € par habitant ;
- total des charges de fonctionnement : 588 000 €, soit 937 € par habitant ;
- total des ressources d'investissement : 534 000 €, soit 850 € par habitant ;
- total des emplois d'investissement : 298 000 €, soit 474 € par habitant ;
- endettement : 725 000 €, soit 1 154 € par habitant.

Avec les taux de fiscalité suivants :
- taxe d'habitation : 14,76 % ;
- taxe foncière sur les propriétés bâties : 30,03 % ;
- taxe foncière sur les propriétés non bâties : 108,88 % ;
- taxe additionnelle à la taxe foncière sur les propriétés non bâties : 0,00 % ;
- cotisation foncière des entreprises : 0,00 %.

Chiffres clés Revenus et pauvreté des ménages en 2021 : médiane en 2021 du revenu disponible, par unité de consommation : 21 160 €.

### Liste des maires
| Période                                  | Période                   | Identité                                      | Étiquette | Qualité  |
| ---------------------------------------- | ------------------------- | --------------------------------------------- | --------- | -------- |
| Les données manquantes sont à compléter. |                           |                                               |           |          |
| Avant 1988                               | mars 2008                 | Bernard Ouger (1938-2020)                     |           | Boucher  |
| mars 2008                                | En cours (au 25 mai 2020) | Gilles Chognot Réélu pour le mandat 2020-2026 | DVD       | Retraité |

## Population et société

### Démographie

#### Évolution démographique
Les habitants sont nommés les Aouziens  et les habitantes les Aouziennes .
L'évolution du nombre d'habitants est connue à travers les recensements de la population effectués dans la commune depuis 1793. Pour les communes de moins de 10 000 habitants, une enquête de recensement portant sur toute la population est réalisée tous les cinq ans, les populations de référence des années intermédiaires étant quant à elles estimées par interpolation ou extrapolation. Pour la commune, le premier recensement exhaustif entrant dans le cadre du nouveau dispositif a été réalisé en 2008.

En 2022, la commune comptait 196 habitants, en évolution de +6,52 % par rapport à 2016 (Vosges : −2,96 %, France hors Mayotte : +2,11 %).
| 1793 | 1800 | 1806 | 1821 | 1831 | 1836 | 1841 | 1846 | 1856 |
| ---- | ---- | ---- | ---- | ---- | ---- | ---- | ---- | ---- |
| 632  | 652  | 662  | 699  | 708  | 718  | 686  | 688  | 594  |

| 1861 | 1866 | 1876 | 1881 | 1886 | 1891 | 1896 | 1901 | 1906 |
| ---- | ---- | ---- | ---- | ---- | ---- | ---- | ---- | ---- |
| 587  | 573  | 510  | 466  | 469  | 482  | 450  | 452  | 445  |

| 1911 | 1921 | 1926 | 1931 | 1936 | 1946 | 1954 | 1962 | 1968 |
| ---- | ---- | ---- | ---- | ---- | ---- | ---- | ---- | ---- |
| 412  | 317  | 316  | 306  | 307  | 281  | 261  | 234  | 234  |

| 1975 | 1982 | 1990 | 1999 | 2006 | 2008 | 2013 | 2018 | 2022 |
| ---- | ---- | ---- | ---- | ---- | ---- | ---- | ---- | ---- |
| 213  | 199  | 208  | 193  | 194  | 194  | 185  | 197  | 196  |

### Enseignement
Établissements d'enseignements : 
- Écoles maternelles et primaires à Rainville, Pleuvezain, Martigny-les-Gerbonvaux, Gironcourt-sur-Vraine, Châtenois.
- Collèges à Châtenois, Neufchâteau, Colombey-les-Belles, Mandres-sur-Vair.
- Lycées à Neufchâteau, Mandres-sur-Vair, Mirecourt.

### Santé
Professionnels et établissements de santé :
- Médecins à Vicherey, Gironcourt-sur-Vraine, Châtenois, Neufchâteau, Coussey, Colombey-les-Belles.
- Pharmacies à Vicherey, Gironcourt-sur-Vraine, Châtenois, Neufchâteau, Coussey, Bulgnéville, Vézelise, Diarville, Vittel.
- Hôpitaux à Neufchâteau, Vittel, Mirecourt, Mattaincourt, Charmes, Neuves-Maisons.

### Cultes
- Culte catholique, Paroisse Saint-Jean-Baptiste-au-Pays-de-Châtenois[31], Diocèse de Saint-Dié.

## Économie

### Entreprises et commerces

#### Tourisme
- Hébergements et restauration[32].

#### Commerces
- Commerces et services de proximité[33].

## Culture locale et patrimoine

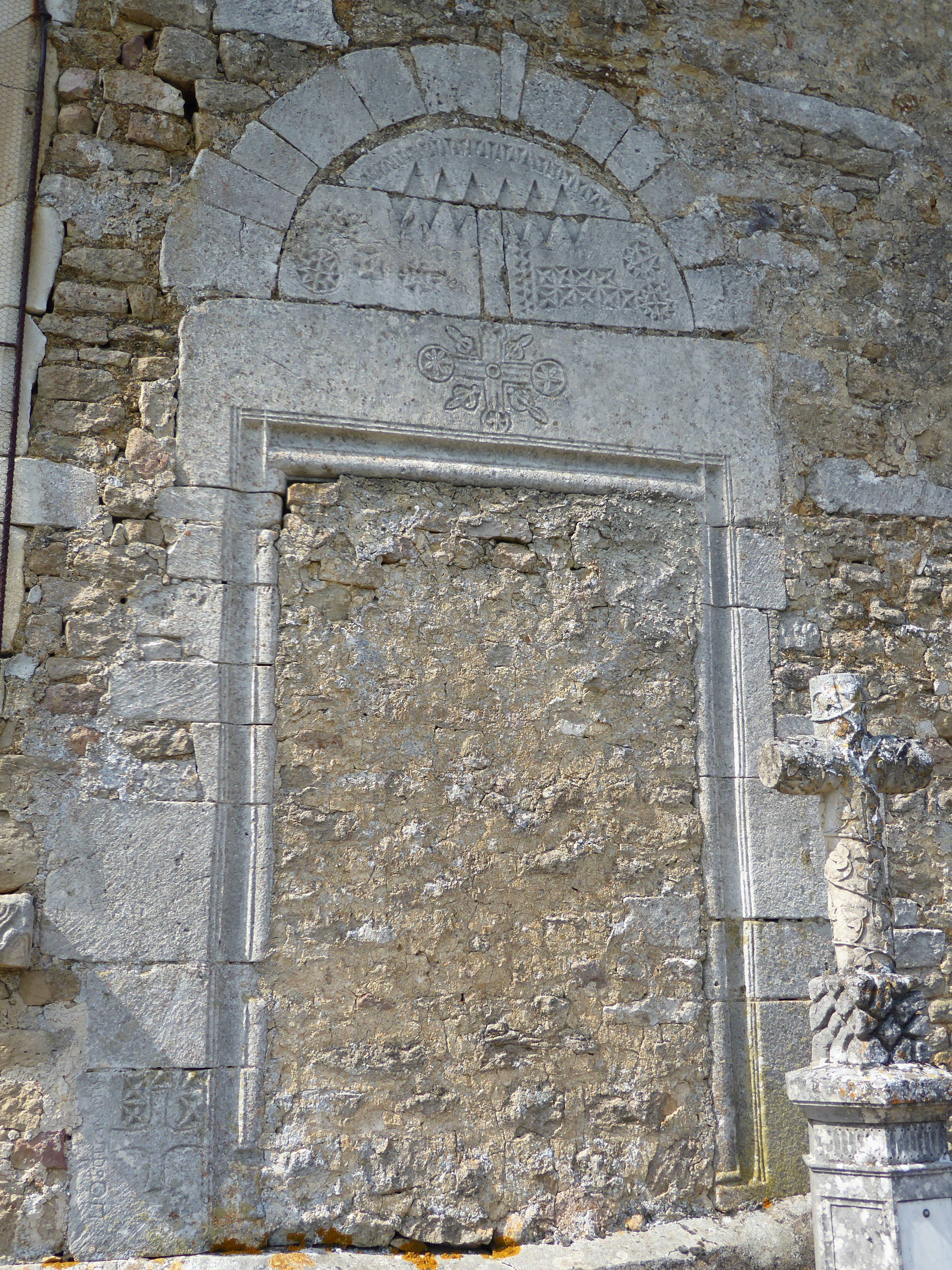
Portail latéral de l'église Saint-Vincent.
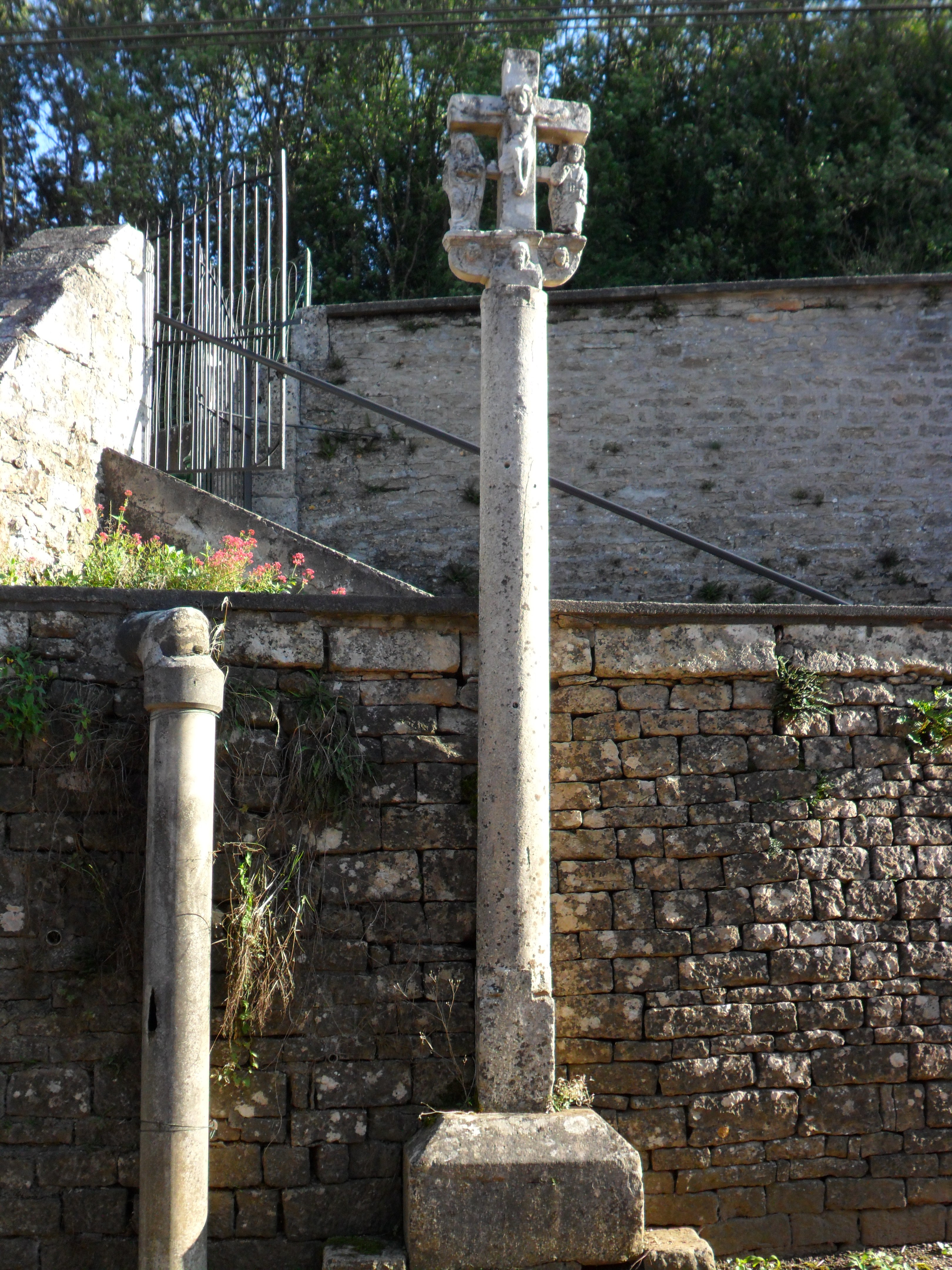
Croix à l'église Saint-Vincent.
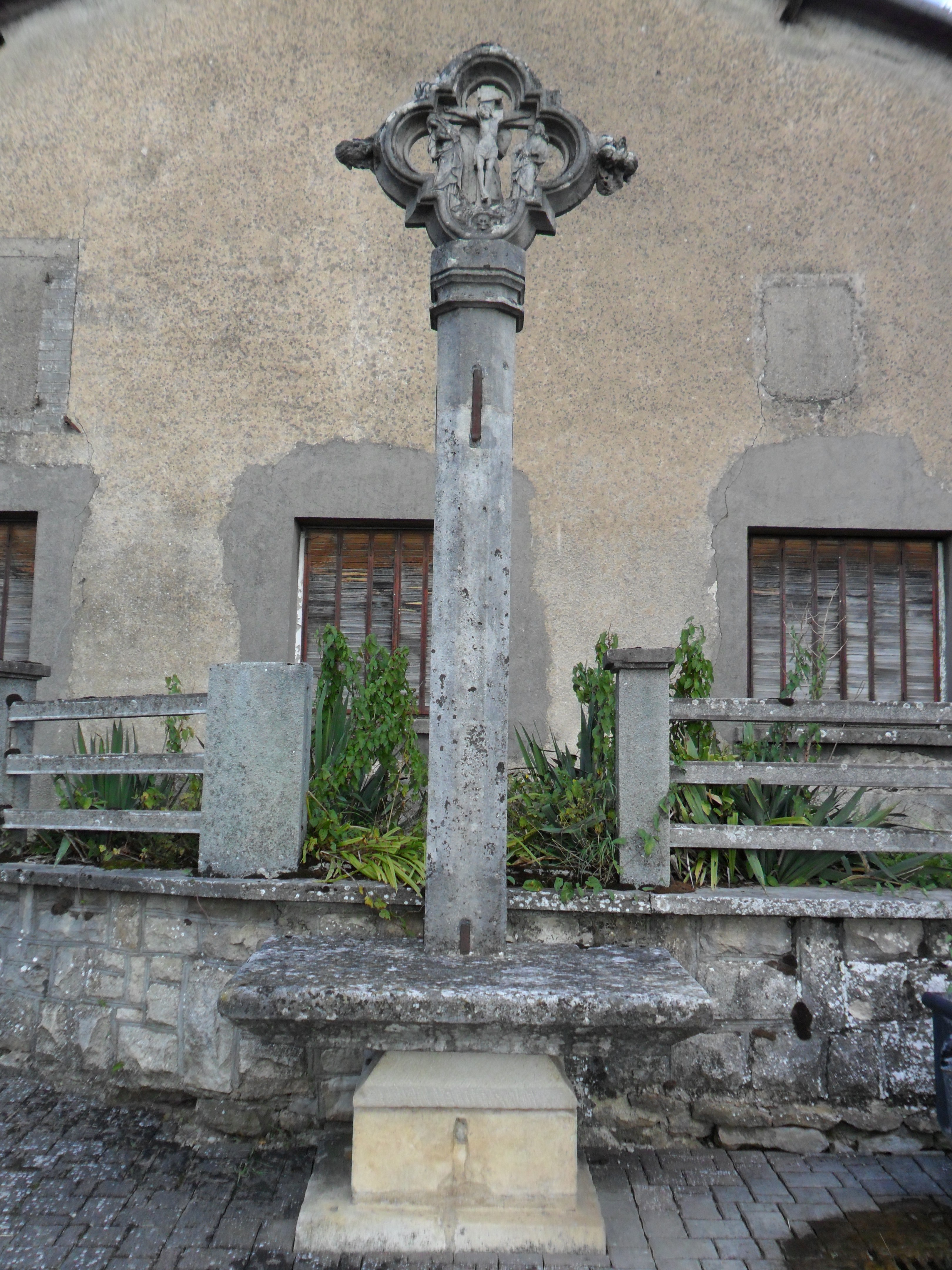
Croix de village.
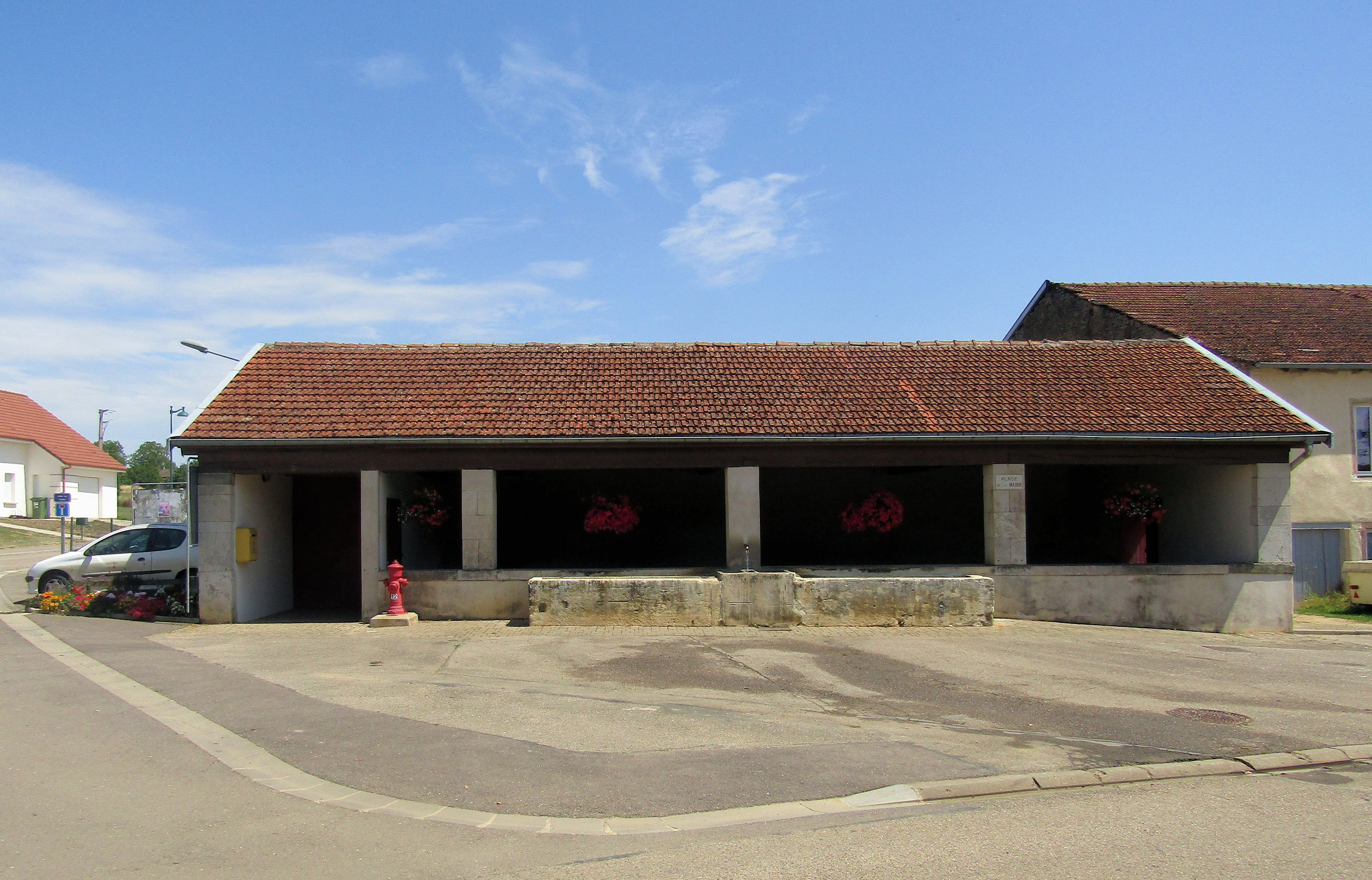
L'ancien lavoir.

### Lieux et monuments
- L'église Saint-Vincent, presque entièrement rebâtie au XVIe siècle, est visible depuis l'autoroute A31 aux environs du kilomètre 195.

La porte latérale sud a fait l’objet d’une inscription sur l'inventaire supplémentaire des monuments historiques depuis le 3 mars 1926. Elle est murée et située 70 cm au-dessus du sol. L’encadrement en pierre calcaire est orné seulement d’une moulure profilée d'un tore. Sur le linteau, qui est fait d'une seule pierre, est gravée une croix assez riche. Sur le jambage gauche est gravée une croix pattée, divers motifs géométriques et une courte inscription en latin disant, peu ou prou, « Vous qui passez ici ». Elle est décrite en détails dans Églises romanes des Vosges.
Un orgue neuf de Jean-Baptiste Alizant a été construit en 1864, dans l'église Saint-Vincent. L'instrument a ensuite été légèrement transformé en 1926 par Denis Humblot,,.
La statue de la pietà fait l’objet d’un classement au titre objet des monuments historiques depuis le 8 novembre 1963. Elle date du XVIe siècle et a été comparée à la pietà qui est dans l'église d'Attignéville.
- La croix de village en pierre du XVe siècle fait l’objet d’un classement au titre des monuments historiques depuis le 14 juin 1909[40],[41]. Elle est enfermée dans un quadrilobe avec choux. Le Christ est accosté de la Vierge et de saint Jean. Au revers, saint Jacques de Compostelle, le bourdon à la main droite, un livre ouvert à la gauche, l'aumônière pendante au côté, et la coquille sur le chapeau relevé au devant. beau calcaire. Deux autres croix sont décrites par l'abbé Charles Chapelier[42], une vers la chapelle de Bon-Repos et une autre sur le plateau.
- L’inventaire du patrimoine a été réalisé par le service régional de l'Inventaire général du patrimoine culturel[43],[44].
- L'ancien lavoir[45].
- Point de vue de la colline de la Vierge d'Aouze (481 m)[46].
- Monuments commémoratifs[47] :

Monument aux morts,,
Plaques commémoratives.

### Personnalités liées à la commune
- Nicolas Hocquard, Directeur de l'école primaire supérieure de Gérardmer[50].
- Jean Charles Chognot, Médaillé de Sainte-Hélène[51]

### Héraldique, logotype et devise
Commune sans blason.

## Pour approfondir